# Dissimilação
Dissimilação é um metaplasmo por permuta que consiste em dois fonemas iguais que tendem a ficar diferentes ou até o desaparecimento de um deles. Enquanto fenómeno de evolução fonética, a dissimilação contrapõe-se à assimilação.
Em traços gerais, o fenómeno da dissimilação pauta-se pela tendência para evitar a repetição de uma sequência de dois fonemas iguais ou semelhantes dentro da mesma palavra.

## Na língua portuguesa
No âmbito da língua portuguesa, há inúmeros exemplos de dissimilação de algumas palavras do latim para o português:
V.g: liliu > líriu; calamelu > caramelo; memorare > membrar > lembrar
Com efeito, no português moderno ainda são evidenciáveis exemplos de dissimilação. A título de exemplo, no sotaque lisboeta há uma marcada tendência histórica para a dissimilação do «i», que enfraquece, volvendo-se num «e», em palavras com dois «ii» seguidos, como «ministro; limite; vizinho», que soem de ser lidas como «menistro, lemite; vezinho».
Esta tendência histórica já se evidência no sotaque lisboeta há vários séculos, encontrando paralelos, a título de exemplo, em poemas do séc. XVIII, veja-se no seguinte excerto do poema «Às minhas filhas, longe delas em Inglaterra, e doente» de D.ª Leonor de Almeida, a Marquesa de Alorna:
«Encham de honra e piedade este intervalo

Certas de um fim que a todos se avezinha

Que já não vivo escutem sem abalo.»
Onde já se denota a tendência para dissimilar o primeiro «i» da palavra «avizinha».
Ou no poema «Soneto à Amnistia» da mesma autora: 
 «A favor da Nação tudo adevinha
E se eu cantar puder quanto a exaltaste,

Julgarei que a ventura é também minha.»
Onde já se denota a tendência para dissimilar o primeiro «i» da palavra «adivinha».